# Cheonggyecheon

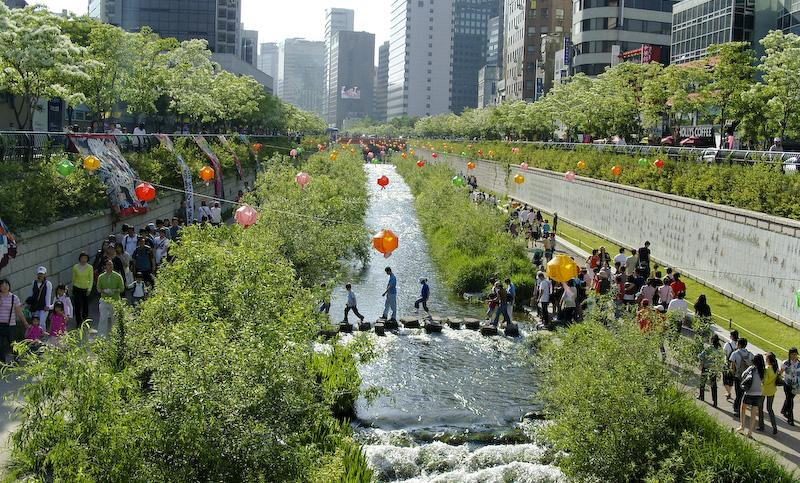
Cheonggyecheon

Cheonggyecheon (koreanska: 청계천) är ett knappt sex kilometer långt vattendrag och kringliggande rekreationsområde i centrala Seoul i Sydkorea. Vattendraget grävdes ut och fick sin nuvarande sträckning på 1600-talet, då man behövde dränera marken under den växande staden. Det kallades tidigare Gaecheon.
Cheonggyecheon, som under senare halvan av 1900-talet legat gömt under en motorväg, restaurerades mellan 2003 och 2005 på initiativ av dåvarande borgmästaren Lee Myung-Bak, som senare blev Sydkoreas president. Under 2003 togs motorvägen bort och samma år började återställandet av vattendraget. I september 2005 var restaueringen av området genomförd och miljontals människor firade att man åter kunde se Cheonggyecheon rinna genom Seoul. För att det ska finnas tillräckligt med vatten pumpas det dels från floden Han  och dels från det grundvatten som finns i Seouls tunnelbanesystem.

## Galleri

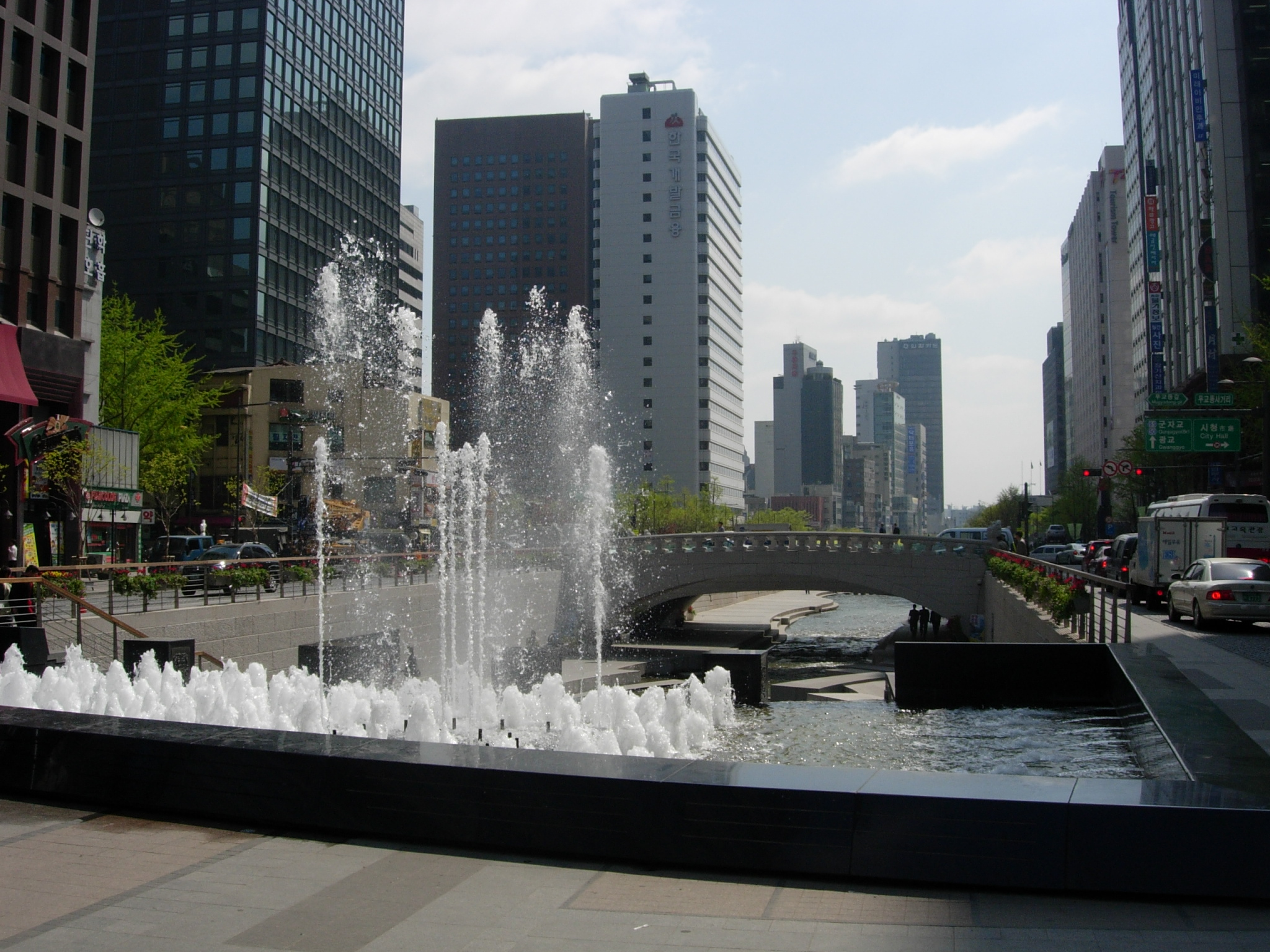
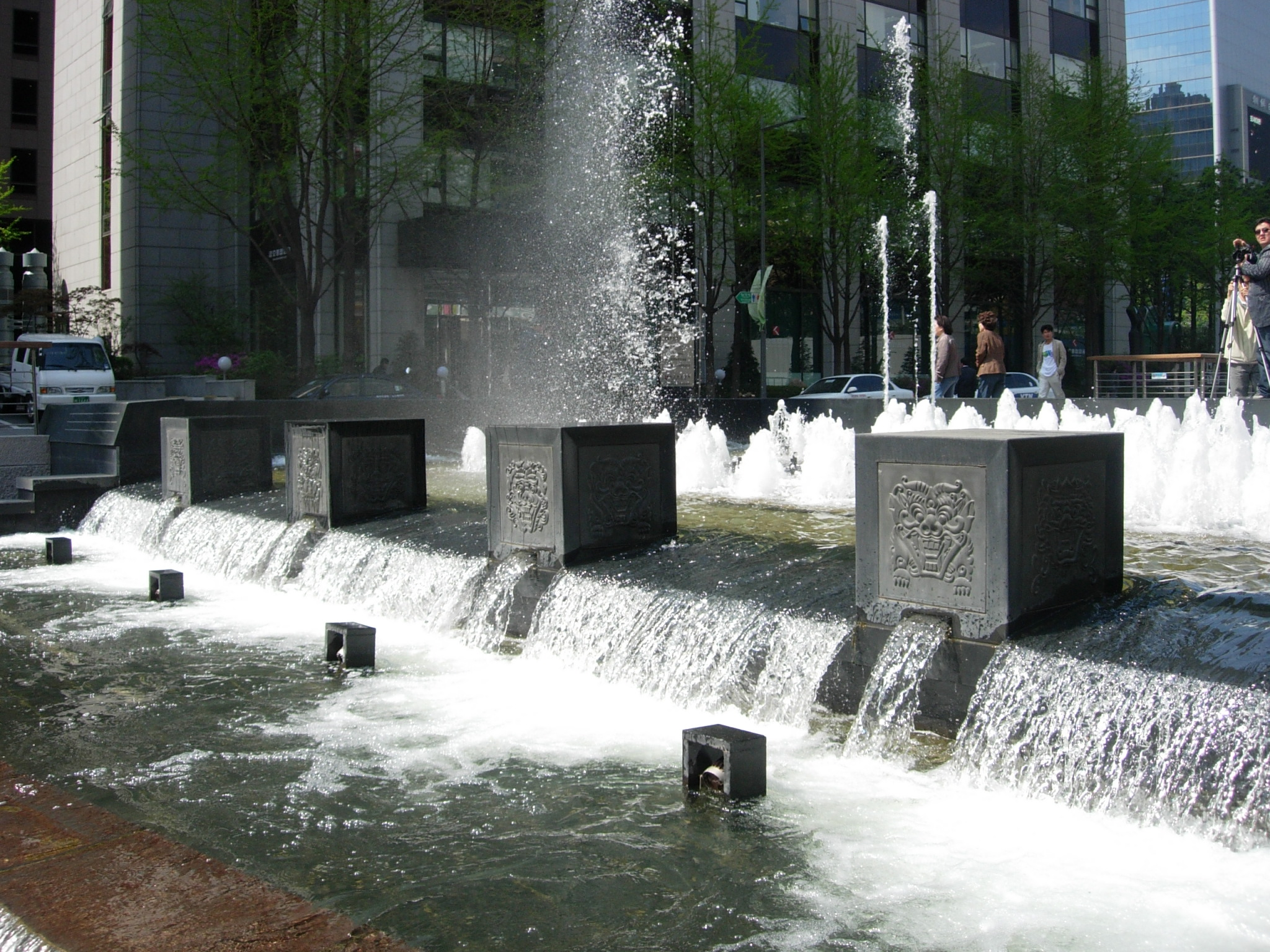
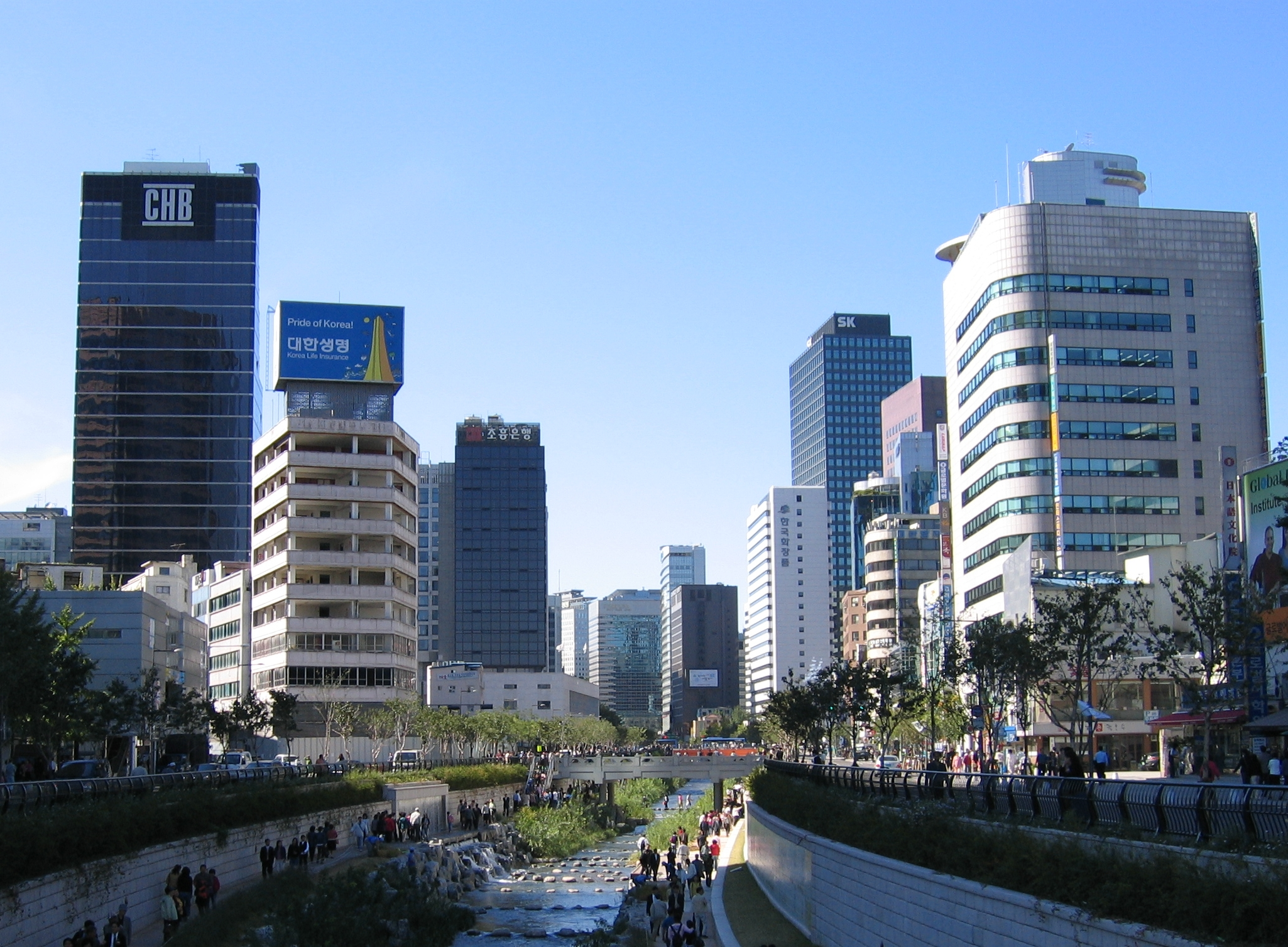
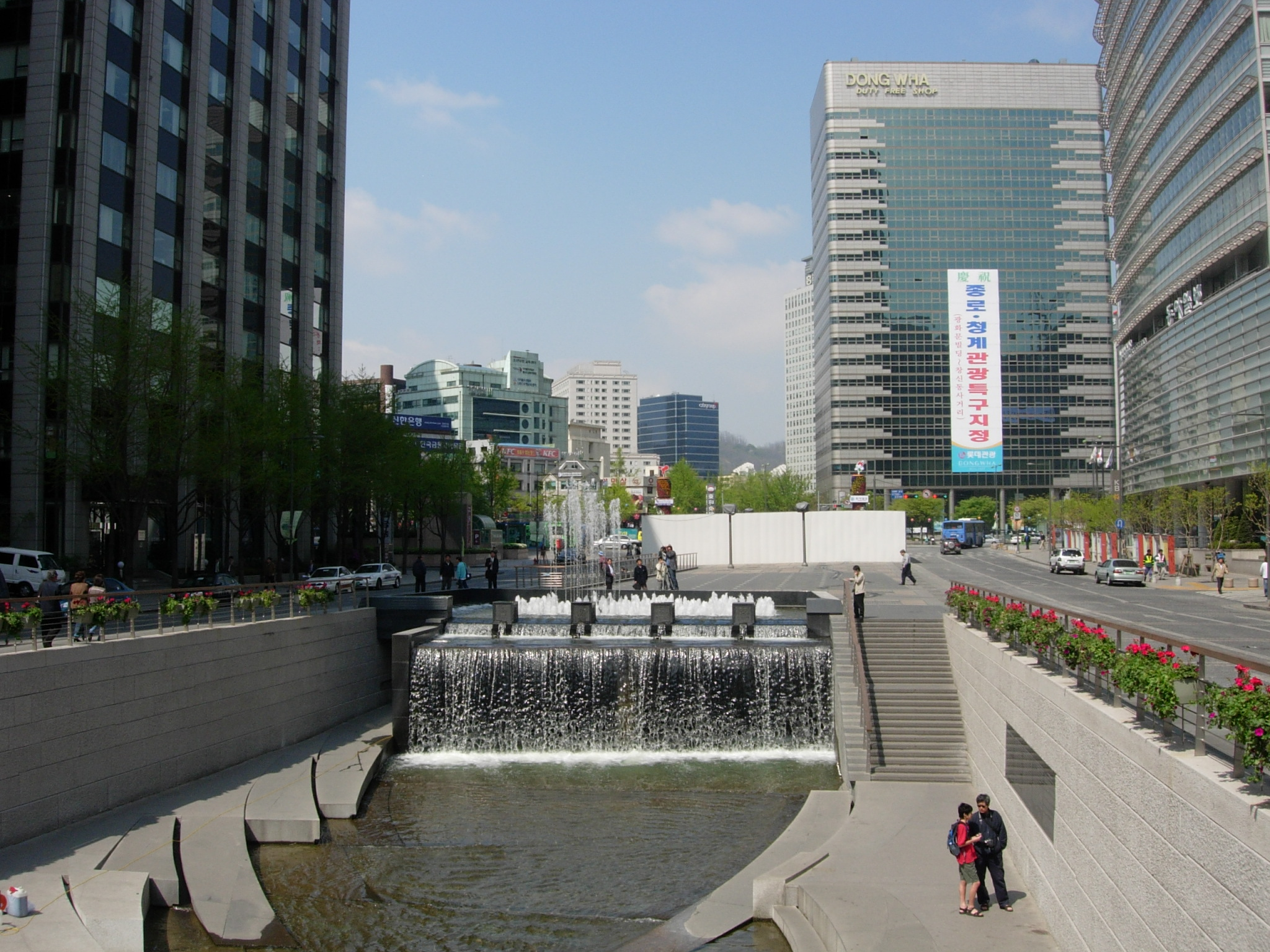
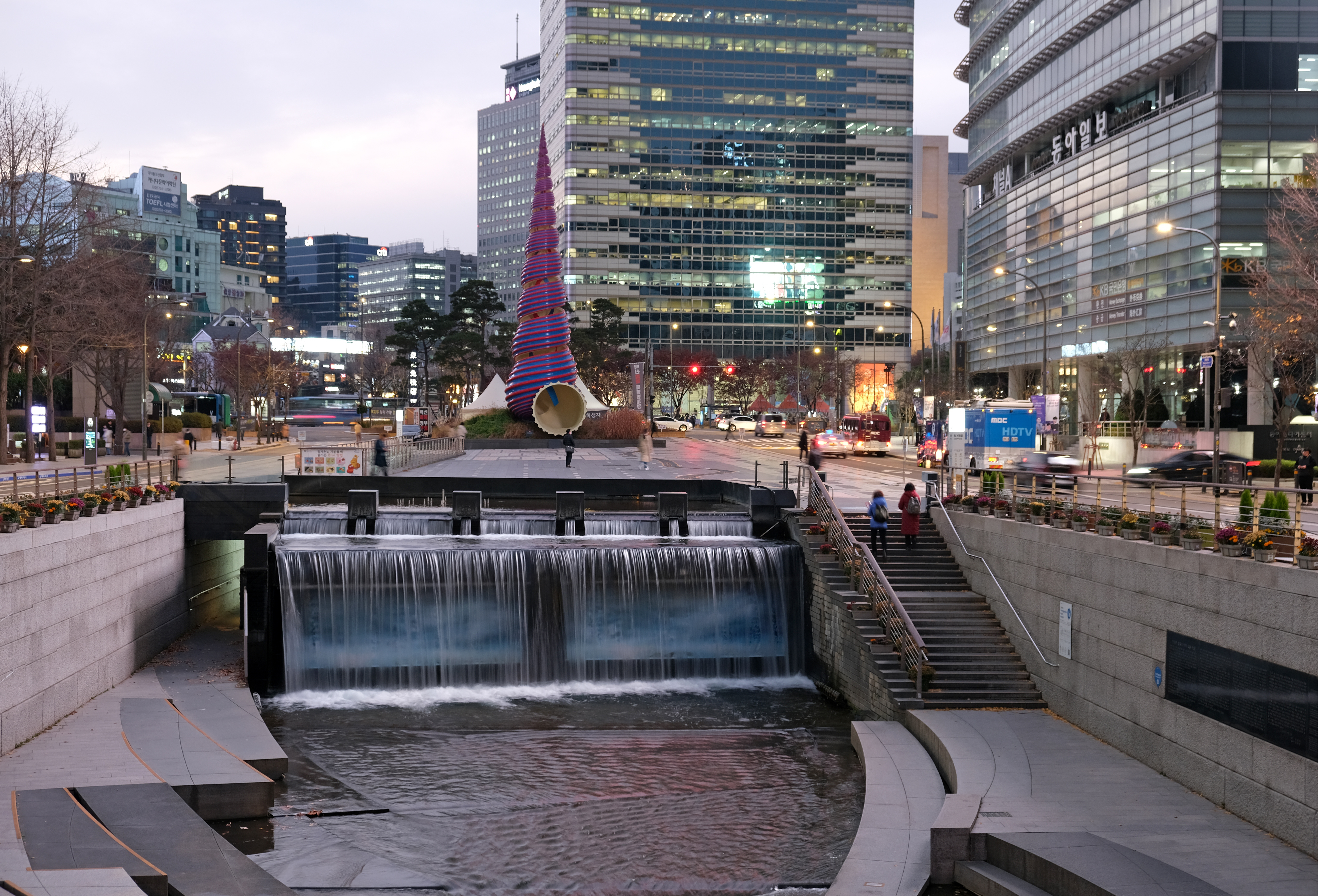
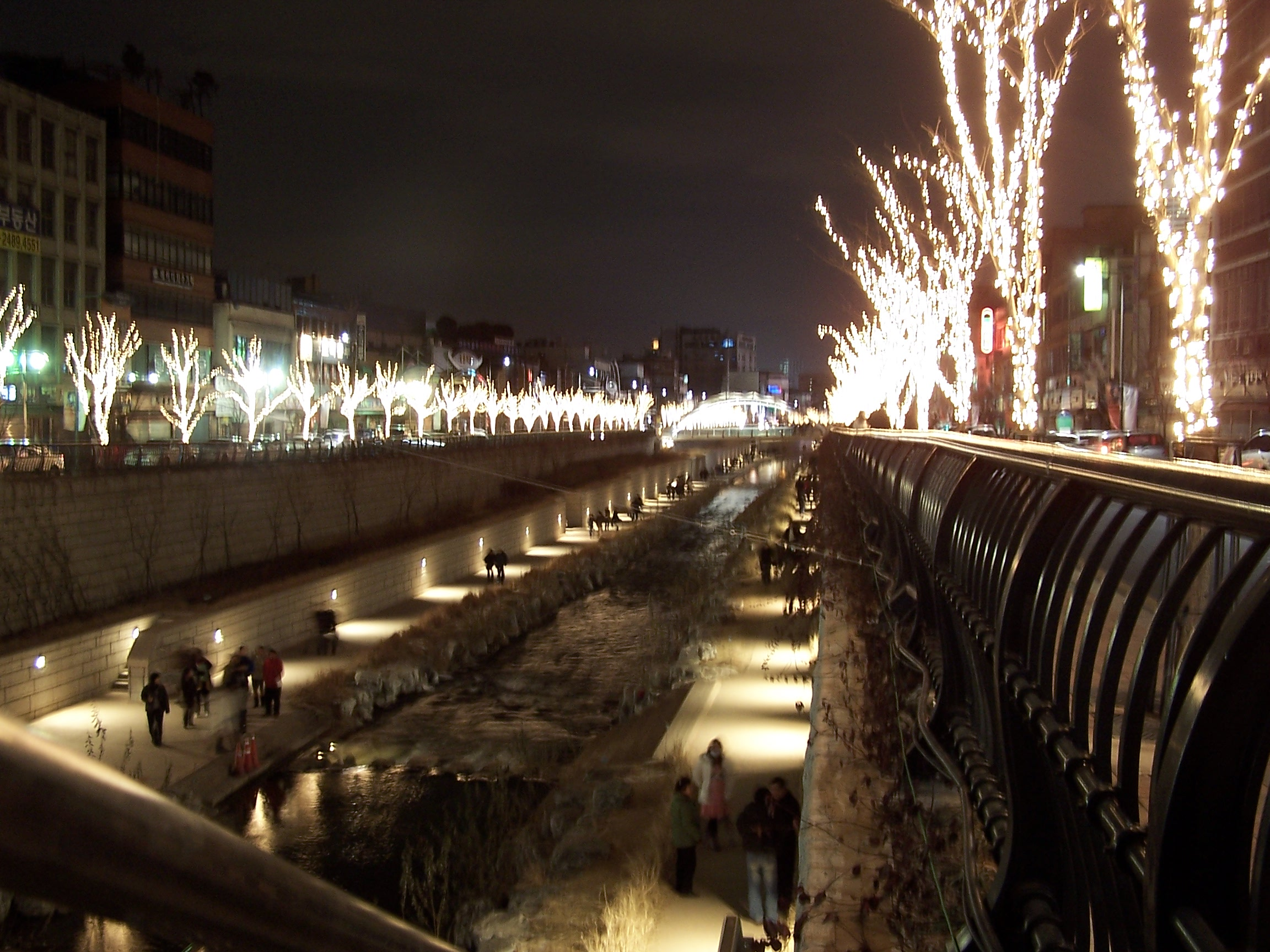